# Roberto Fernández Díaz
Roberto Fernández Díaz (Hospitalet de Llobregat, 1954) es un historiador español. Es catedrático de Historia Moderna de la Universidad de Lérida desde 1992, y rector de la misma desde 2011. Entre noviembre de 2017 y mayo de 2019 fue presidente de la Conferencia de Rectores de las Universidades Españolas (CRUE)

## Biografía
Licenciado en Geografía e Historia (Sección Historia: Historia Moderna) en 1980 con la calificación de Sobresaliente "Cum laude". Se doctoró en 1987 con una tesis sobre la burguesía comercial barcelonesa en el siglo XVIII, dirigida por Josep Fontana. Desde los años 80, ha dedicado sus esfuerzos investigadores a la historia social y de la familia en la España dieciochesca. También se ha destacado como biógrafo de Carlos III. En los últimos años, inició una labor de revisión de la historiografía sobre la Cataluña bajo la dinastía de los Borbones. Fruto de ese interés fue su obra Cataluña y el absolutismo borbónico: historia y política, que mereció el Premio Nacional de Historia de España en 2015. En 2019 recibió la encomienda con placa de la Orden de Alfonso X el Sabio.
En el ámbito de la gestión se ha destacado como uno de los impulsores de la reciente Universidad de Lérida. Fue director del Instituto de Ciencias de la Educación del Estudi General de Lleida (1983-1985). Una vez establecida la Universidad, fue decano de la Facultad de Letras (1989-1993), y director del departamento de Historia del Arte e Historia Social (2000-2005). En mayo de 2011 fue elegido como rector, y reelecto en mayo de 2015.

## Obra
- "La burguesía barcelonesa en el siglo XVIII: la familia Gloria", en La economía española al final del Antiguo Régimen vol. II, Manufacturas, Madrid, Alianza Editorial, 1982, pp. 1-131.
- Manual de Historia de España: siglo XVIII, Madrid, Historia 16, 1993.
- Carlos III, Madrid, Arlanza, 2001.
- Cataluña y el absolutismo borbónico: historia y política, Barcelona, Crítica, 2014
- Carlos III. Un monarca reformista, Espasa, 2015

### Como editor/coordinador
- España en el siglo XVIII: homenaje a Pierre Vilar, Barcelona, Crítica, 1985
- Carlos Martínez Shaw, historiador modernista, Lérida, Edicions de la Universitat de Lleida, 2010.
- Historia social y literatura : Familia y burguesía en España (siglos XVIII-XIX), Lérida, Editorial Milenio, 2003.